# Подпольный комикс
Underground comix (буквально с англ. — «подпольные комиксы», «андеграундные комиксы») — выпущенные в мелких издательствах или самостоятельно изданные комиксы, часто имеющие остросоциальную или сатирическую направленность. Отличаются от массовых комиксов изображением вещей, запрещённых к публикации Comics Code Authority, например, открыто показанного употребления наркотиков, вызывающей сексуальности и чрезмерного насилия. «Подпольные комиксы» были наиболее популярны в Соединенных Штатах в период между 1968 и 1975 годом, а также в Великобритании в период с 1973 по 1974 год.
В создании популярных среди последователей контркультуры «подпольных комиксов» принимали участие такие карикатуристы как Роберт Крамб, Гилберт Шелтон, Барбара Мендес, Трина Роббинс и многие другие. Среди панков известностью пользовались свои художники, такие как Гэри Пантер. Через годы после пика популярности «подпольные комиксы» приобрели известность благодаря фильмам и телевизионным шоу, вдохновлённым этим направлением искусства, а также благодаря массовым комиксам. Однако наиболее очевидным их преемником являются альтернативные комиксы.

## История

### Соединённые Штаты

#### Ранние годы (1967–1972)
Между концом 1920-х и концом 1940-х годов анонимные художники создавали нелицензированные порнографические комиксы с участием персонажей популярных массовых комиксов. Эти книги, известные под названием «тихуанские библии», часто считают предшественниками «подпольных комиксов». Ранний андеграундный комикс появлялся спорадически в начале и середине 1960-х годов, но в целом до 1967 года явление оставалось редким. Первыми произведениями направления стали личные работы, созданные для друзей художников, в дополнение к репринтам комик-стрипов, впервые появившихся в андеграундной прессе.
Культурная сцена подпольных комиксов Соединённых Штатов возникла в 1960-х годах. В произведениях основное внимание уделялось темам, близким представителям контркультуры: употреблению наркотиков в рекреационных целях, политике, рок-музыке и свободной любви. В английском языке эти произведения назывались «comix» — с буквой «X» на конце слова — в отличие от нормативного «comics». Буква «Х» также подчеркивала, что содержание публикаций имеет рейтинг Х — то есть предназначено исключительно для взрослой аудитории. Многие атрибуты «подпольных комиксов» были ответом на жёсткие ограничения, наложенные на массовые публикации Comics Code Authority, которая запрещала изображение насилия, сексуальности, употребления наркотиков и социально значимого контента — всего того, что постоянно использовалось в «подпольных комиксах». Наибольшую популярность «подпольные комиксы» в Соединенных Штатах имели в период между 1968 и 1975 годом. Первоначально их распространяли в основном через хэдшопы. Для увеличения продаж на обложках часто публиковались изображения, связанные с употреблением наркотиков, и имитации визуальных образов, созданных под воздействием ЛСД. Карикатурист Роберт Крамб утверждал, что привлекательность «подпольных комиксов» заключается в отсутствии цензуры: «Люди забывают, что именно в этом всё дело. Именно поэтому мы этим занимались. Над нами не было никого, кто бы сказал „нет, ты не можешь этого рисовать“ или „ты не можешь такое показывать“. Мы могли делать всё, что хотели».
Сильное влияние на «подпольные комиксы» оказала продукция компании EC Comics и особенно журналы под редакцией Харви Курцмана, включая Mad. В журнале Курцмана Help! публиковались работы художников, впоследствии ставших известными на андеграундной сцене, включая Крамба и Шелтона. Другие художники публиковали работы в журналах колледжей, прежде чем стать известными как авторы «подпольных комиксов».
Возможно, самым ранним из «подпольных комиксов» был стрип Фрэнка Стэка (под псевдонимом Фулберт Стерджен) The Adventures of Jesus («Приключения Иисуса»), начатый в 1962 году и собранный в фотокопированную книгу Гилбертом Шелтоном в 1964 году. Первым «подпольным комиксом» называет его сам Шелтон. Собственный «подпольный комикс» Шелтона под названием Wonder Wart-Hog («Чудо-Бородавочник») появился в юмористическом журнале колледжа Bacchanal № 1—2 в 1962 году. В 1964 году в Техасе был опубликован комикс God Nose («Нос Бога») Джека Джексона, который также называют первым «подпольным комиксом». В одном из справочников указано ещё два «подпольных комикса» того же года: Das Kampf Вона Боде и Robert Ronnie Branaman Чарльза Плимелла. Джоэл Бек еженедельно готовил полностраничный комикс для андеграундной газеты Berkeley Barb, а его книга комиксов Lenny of Laredo вышла в 1965 году.
Центром нового направления искусства стала область залива Сан-Франциско; в середине-конце 1960-х годов Крамб и многие другие карикатуристы жили в районе Хейт-Эшбери. Не менее важно и то, что андеграундные издатели также базировались в этом районе: Apex Novelties Дона Донахью, San Francisco Comic Book Company Гэри Арлингтона и Rip Off Press — все они имели офис в городе, а Last Gasp Рона Тернера и Print Mint располагались в соседнем Беркли (позже Last Gasp переехал в Сан-Франциско).
В 1968 году Крамб самостоятельно (с помощью поэта Чарльза Плимелла и Дона Донахью из Apex Novelties) опубликовал в Сан-Франциско свой первый сольный комикс Zap Comix. Произведение имело успех и подготовило почву для новых «подпольных комиксов». К работе над Zap Comix были привлечены другие карикатуристы, а Крамб выпустил несколько других сольных комиксов, включая Despair, Uneeda (оба опубликованы Print Mint в 1969 году), Big Ass Comics, R. Crumb's Comics and Stories, Motor City Comics (все опубликованы Rip Off Press в 1969 году), Home Grown Funnies (Kitchen Sink Press, 1971) и Hytone Comix (Apex Novelties, 1971). Кроме этого, он основал порнографические антологии Jiz и Snatch (обе Apex Novelties, 1969).
К концу 1960-х годов направление получило признание крупного американского музея — Галереи искусств Коркоран, где была организована выставка Phonus Balonus Show (20 мая — 15 июня 1969). Куратор Бхоб Стюарт (англ. Bhob Stewart) отобрал для неё работы Крамба, Шелтона, Вона Боде, Кима Дейча, Джея Линча и других карикатуристов.
Среди самых известных андеграундных персонажей Крамба — Уайтмен, Энджелфуд Макспейд, Кот Фриц и Мистер Натурал. Крамб сделал персонажем комиксов и себя, выбрав привычный для остальных образ испытывающего отвращение к самому себе сексуально озабоченного интеллектуала. Хотя работу Крамба часто хвалили за остросоциальную направленность, его также критиковали за проявлявшееся в комиксах женоненавистничество. Трина Роббинс говорила: «Мне странно, что люди не желают видеть отвратительное зло в работе Крамба ... Чего смешного в изнасиловании и убийстве?». Из-за популярности Крамба многие андеграундные карикатуристы пытались подражать его стилю. И хотя Zap был самой известной антологией направления, появились и другие антологии, в том числе Bijou Funnies, чикагская публикация, отредактированная Джеем Линчем и испытывавшая сильное влияние журнала Mad. В антологии из Сан-Франциско Young Lust (Company &amp; Sons, 1970), которая пародировала жанр романтики 1950-х годов, были представлены работы Билла Гриффита и Арта Шпигельмана. Другая антология, Bizarre Sex (Kitchen Sink, 1972), навеянная научно-фантастическими комиксами, включала в себя произведения Дениса Китча и Ричарда Грина, одного из немногих афроамериканских создателей «подпольных комиксов».
Другими заметными карикатуристами, работавшими в этом направлении, были Ким Дейч, Рик Гриффин, Джордж Метцгер, Виктор Москосо, С. Клэй Уилсон и Мануэль Родригес (он же Спэйн). Скип Уильямсон создал персонажа Снэппи Сэмми Смута, появившегося в нескольких произведениях. Гилберт Шелтон прославился благодаря пародии на супергероя — Чудо-Бородавочнику (Millar, 1967), истории его альтер эго Feds 'n' Heads (самостоятельно опубликована в 1968 году) и стрипу Fabulous Furry Freak Brothers (Rip Off Press, 1971) о трёх фриках, проводящих время в попытках достать наркотики и не попасться полиции. Работы Уилсона наполнены шокирующим насилием и извращённым сексом; он также рисовал для Zap и опубликовал комиксы Bent (Print Mint, 1971), Pork (Co-Op Press, 1974) и The Checkered Demon (Last Gasp, 1977).  Спэйн работал на East Village Other, прежде чем получить известность благодаря «подпольным комиксам» для Trashman, Zodiac Mindwarp (East Village Other, 1967) и Subvert (Rip Off Press, 1970).
Ужасы также стали популярным жанром «подпольных комиксов», его яркими представителями были комиксы Skull (Rip Off Press, 1970), Bogeyman (San Francisco Comic Book Company, 1969), Fantagor (Richard Corben, 1970), Insect Fear (Print Mint, 1970), Up From the Deep (Rip Off Press, 1971), Death Rattle (Kitchen Sink, 1972), Gory Stories (Shroud, 1972), Deviant Slice (Print Mint, 1972) и Two Fisted Zombies (Last Gasp, 1973). Многие из этих работ находились под сильным влиянием комиксов 1950-х годов компании EC Comics, таких как «Байки из склепа».
В «подпольных комиксах» доминировали авторы-мужчины, которые создали много вопиюще женоненавистнических произведений, однако женщины-карикатуристы также сделали свой вклад, получивший одобрительные отзывы. Под редакцией Трины Роббинс в издательстве Last Gasp в 1970 году был выпущен комикс It Ain't Me, Babe, ставший первым полностью женским «подпольным комиксом». В 1972 году за ним последовала Wimmen's Comix (Last Gasp) — антология, основанная женщиной-карикатуристом Патришей Мудиан, для которой комиксы рисовали Мелинда Гебби, Линда Барри, Алина Комински и Шери Фленникен. В том же 1972 году дебютировала полностью женская антология Джойс Фармер и Лин Чевли Tits &amp; Clits Comix.

#### Признание и критика (1972–1982)
К 1972—1973 году район Мишн в Сан-Франциско превратился в центр «подпольных комиксов»: в тот период здесь жили и работали Гэри Арлингтон, Роджер Бранд, Ким Дейч, Дон Донахью, Шери Фленникен, Джастин Грин, Билл Гриффит и Дайан Ноомин, Рори Хейс, Джей Кинни, Бобби Лондон, Тед Ричардс, Трина Роббинс, Джо Шенкман, Ларри Тодд, Патриша Мудиан и Арт Шпигельман.
Кино и телевидение заметили андеграундные комиксы в 1970-е годы, когда на экраны вышла экранизация комиксов Роберта Крамба «Приключения кота Фрица», снятая Ральфом Бакши и ставшая первым мультипликационным фильмом, получившим рейтинг «Х» от Американской ассоциации кинокомпаний. Вскоре появились и другие ориентированные на взрослую аудиторию мультфильмы, основанные на «подпольных комиксах», в том числе «Девять жизней кота Фрица» и Down and Dirty Duck. Влияние «подпольных комиксов» также находят в таких фильмах, как «Властелин колец» (1978) и «Запретная зона» (1982) Ричарда Эльфмана. Популярность фильма «Летающий цирк Монти Пайтона», в котором использовалась анимация Терри Гиллиама, рисовавшего для  Help!, также выводится некоторыми авторами из известности «подпольных комиксов».
К 1972 году осталось только четыре крупных подпольных издательства: Print Mint, Rip Off Press, Last Gasp и Krupp Comic Works (Kitchen Sink Press). Массовые издания, такие как Playboy и National Lampoon, сами начали публиковать комиксы и произведения искусства, подобные андеграундным комиксам. Андеграундное движение также побудило заслуженных профессиональных карикатуристов попробовать свои силы в альтернативной прессе. В 1966 году Уолли Вуд начал публиковать комиксы witzend, вскоре передав журнал художнику-редактору Биллу Пирсону. В 1969 году Вуд создал журнал Heroes, Inc. Presents Cannon, предназначенный для раздачи на базах вооружённых сил США. Стив Дитко без ограничений изложил свою философию, вдохновленную Айн Рэнд, комиксах Mr. A и Avenging World (1973). Фло Штейнберг, бывшая секретарь Стэна Ли в Marvel Comics, выпускала журнал Big Apple Comix, где печатались художники, которых она знала по Marvel.
Критики «подпольных комиксов» указывали на социальную безответственность авторов и прославление насилия, секса и употребления наркотиков. В 1973 году Верховный суд США в деле Miller v. California постановил, что местные общины могут самостоятельно определять стандарты применения Первой поправки в отношении непристойности. В середине 1970-х годов продажа товаров, связанных с употреблением наркотиков, была запрещена во многих местах, и сеть распространения «подпольных комиксов» (и «подпольных газет») исчезла, в результате чего единственным коммерческим способом их распространения стал заказ по почте. Но в то время как американская сцена «подпольных комиксов» пришла к упадку, начали набирать известность британские андеграундные комиксы, пик популярности которых пришёлся на 1973—1974 годы. Однако они быстро оказались под давлением той же критики, что и в США.
В 1974 году Marvel начал издание журнала Comix Book, в который допускались работы андеграундных художников, имевшие значительно меньший уровень скандальности и подходившие для продажи в газетных киосках. Многие андеграундные художники согласились публиковаться в Comix Book, в том числе Арт Шпигельман, Трина Роббинс и С. Клэй Уилсон. Однако комиксы продавалась не очень хорошо, и после пятого выпуска серия была закрыта. В 1976 году успешным персонажем Marvel стал Утка Говард, появлявшийся в сатирических комиксах, предназначенных для взрослой аудитории и испытывавших влияние «подпольных комиксов». Очевидно неприемлемого содержимого в этих комиксах не было, но по социальной критике они превосходили всё ранее опубликованное Marvel.
К этому времени некоторые художники, включая Шпигельмана, начали полагать, что креативность «подпольных комиксов» снизилась в сравнении с прошлыми годами. По словам Шпигельмана, «...то, что казалось революцией, превратилось в образ жизни. Подпольные комиксы стереотипно рассматривались как комиксы о сексе, наркотиках и дешёвых острых ощущениях. Их запихнули в шкаф, вместе с трубками-бонгами и хиппарскими бусами, когда происходящее вокруг начало становиться более уродливым...». Одним из последних крупных андеграундных изданий был журнал Arcade: The Comics Revue, который редактировали Шпигельман и Билл Гриффит. В связи с упадком андеграундного движения в 1975 году Шпигельман и Гриффит создали Arcade как «тихую гавань», где нашли прибежище такие известные авторы «подпольных комиксов», как Роберт Армстронг, Роберт Крамб, Джастин Грин, Эйлин Комински, Джей Линч, Спэйн Родригес, Гилберт Шелтон, С. Клэй Уилсон и, собственно, Гриффит и Шпигельман. Arcade отличался от аналогичных изданий тем, что имел редакционный план, согласно которому Шпигельман и Гриффит пытались показать, как комиксы связаны с более широкими сферами литературны и искусства. Журнал выдержал семь выпусков и закрылся в 1976 году.
В 1976 году заметным явлением стали автобиографические произведения. Состоялась премьера комикса American Splendor Харви Пикара, в создании которого приняли участие несколько карикатуристов, включая Крамба. Критик комиксов Джаред Гарднер утверждает, что, хотя «подпольный комикс» был связан с «контркультурным иконоборчеством», самым устойчивым наследием движения оказались автобиографии.
В конце 1970-х годов Marvel и DC Comics согласились продавать свои комиксы на невозвратной основе с большой скидкой в сравнении с розничной торговлей. Это помогло издателям «подпольных комиксов». В этот период стали появляться комиксы, связанные с феминизмом, освобождением геев и экологическим движением. Журнал Anarchy Comics сосредоточился на левой политике, а Armageddon Барни Стила — на анархо-капитализме. Британские подпольные карикатуристы также создали политические журналы, однако их продажи не были столь высоки, как в США.
Художники андеграундных комиксов, которые не смогли опубликовать работы в известных издательствах, начали самостоятельно выпускать собственные комиксы небольшими тиражами или в виде фотокопий, что получило название миникомиксов. На подпольный комикс начала оказывать влияние субкультура панков.

#### После 1982 года
В 1982 году схема распространения «подпольных комиксов» изменилась благодаря появлению специализированных магазинов.
В ответ на попытки массовых изданий привлечь внимание взрослой аудитории появились альтернативные комиксы, вобравшие в себя многие темы андеграундных комиксов, а также ставшие местом публикации экспериментальных работ. Художники формально считавшиеся представителями андеграунда, начали ассоциировать себя с альтернативными комиксами. Среди них были Линда Барри, Роберт Крамб, Ким Дейч, Билл Гриффит и Джастин Грин. В 1980-е годы популярным стал сексуальный комикс, в котором секс вплетался в сюжетные линии, а не использовал вызывающую сексуальность ради шокирования читателя. Первым таким комиксом считается Omaha the Cat Dancer, впервые опубликованный в журнале Zoo Vootie. Следуя по стопам Fritz the Cat, комикс сделал главной героиней антропоморфную кошку-стриптизёршу Омаху. Другими комиксами с выраженной сексуальной составляющей были Melody, основанный на автобиографии Сильвии Ранкурт, и Cherry, комедийный эротический комикс, пародирующий Archie Comics.
В 1985 году комик-стрип Гриффита Zippy the Pinhead, ранее выходивший в андеграундных журналах, начал публиковаться в национальных изданиях на ежедневной основе. В 1980—1991 годах графическая новелла Шпигельмана «Маус» была превращёна в сериал и опубликована в журнале Raw. Комикс стал экспонатом Нью-Йоркского музея современного искусства и в 1992 году удостоился Пулитцеровской премии. В основу новеллы был положен трёхстраничный «подпольный комикс», опубликованный в Funny Aminals (Apex Novelties, 1972).
В 1990-е годы возрождения жанра произошло в Великобритании, где были опубликованыBrain Damage, Viz и другие комиксы.
Сильное влияние андеграундные комиксы оказали на карикатуриста Питера Багге. Он и Крамб, для которого Багге редактировал журнал Weirdo в 1980-х, восхищались друг другом. Багге можно считать представителем второго поколения карикатуристов-«подпольщиков», к которому также принадлежат Майк Дайана, Джонни Райан, Боб Фингерман, Дэвид Хитли, Дэнни Хеллман, Джули Доусет, Джим Вудринг, Иван Брунетти, Гари Лейб, Дуг Аллен и Эд Пискор. Многие из этих художников публиковались в издательстве Fantagraphics Books, основанном в 1977 году и в течение 1980-1990-х годов ставшем крупным издателем работ альтернативных и андеграундных карикатуристов.
В 2010-е годы на рынке присутствуют как переиздания ранних «подпольных комиксов», так и современные произведения жанра.
Одним из представителей «подпольных комиксов» 2010-х годов называют комикс Foreskin Man.

### Великобритания
Британские карикатуристы публиковались в андеграундных изданиях International Times (IT), основанном в 1966 году, и Oz, основанном в 1967 году. Там же перепечатывались некоторые американские материалы. Во время визита в Лондон американский карикатурист Ларри Хама нарисовал комикс специально для IT. Первым британским «подпольным комиксом» стал Cyclops, созданный сотрудниками IT. Пытаясь улучшить финансовое положение, IT опубликовала комикс Nasty Tales (1971), который вскоре был обвинён в непристойности. Но несмотря на то, что издателей судил в Олд Бэйли Алан Кинг-Гамильтон, известный консервативными взглядами, суд вынес оправдательное решение. Журнал Oz также преследовался по обвинению в непристойности, но одновременно в 1972 году начал публикацию cOZmic Comics, печатая смесь новых британских «подпольных комиксов» и старых американских работ.
Когда в 1973 году Oz был закрыт, cOZmic продолжил выходить под руководством молодого медиа-магната Феликса Денниса и его компании Cozmic Comics/H. Bunch Associates, сумевшей поддержать издание с 1972 по 1975 год. В число британских карикатуристов-«подпольщиков» входили Крис Уэлч, Эдвард Баркер, Майкл Дж. Веллер, Малкольм Ливингстон, Уильям Ранкин (он же Уиндхем Рейн), Дейв Гиббонс, Джо Петаньо, Брайан Тэлбот и команда Мартина Сэддена, Джея Джеффа Джонса и Брайана Болланда.
Издатели часто перепечатывали чужие работы, так как андеграундные художники не владели авторскими правами на свои работы. Согласно договорённости, материалы, впервые появившиеся в публикациях Underground Press Syndicate (UPS), были доступны для бесплатной перепечатки другим членам UPS. Эта возможность использовалась некоторыми издателями «подпольных комиксов», чтобы заполнить страницы собственных журналов, иногда полностью, чужими работами, за которые авторы не получали вознаграждения, даже если издатель имел прибыль. Последней известной британской серией «подпольных комиксов» стала Brainstorm Comix (1975), в которой печатались только оригинальные работы британских художников.
В 1975 году Тони и Кэрол Беннетт основали в Лондоне Hassle Free Press для издания и распространения «подпольных» книг и комиксов. Сейчас известная как Knockabout Comics, компания имеет долгую историю сотрудничества с такими андеграундными карикатуристами, как Гилберт Шелтон и Роберт Крамб, а также с британскими художниками, такими как Хант Эмерсон и Брайан Тэлбот. Knockabout часто подвергалась преследованиям со стороны британских таможенников, которые конфисковывали работы таких авторов, как Крамб и Мелинда Гебби, на основании их непристойности.

## Архивы
После смерти Джея Кеннеди, редактора King Features Syndicate, его личная коллекция «подпольных комиксов» была приобретена Библиотекой и музеем карикатуры Билли Айрленда в Огайо.
Библиотека Калифорнийского университета в Беркли владеет крупной коллекцией «подпольных комиксов», в первую очередь, публиковавшихся в Области залива Сан-Франциско. Большую часть коллекции составляет собрание магазина комиксов Гэри Арлингтона в Сан-Франциско, но также в неё входят произведения, изданные в Нью-Йорке, Лос-Анджелесе и за пределами США.